# Проект 211
Проект 211 (кит. 211工程) — проект, разработанный Министерством образования КНР в 1995 году, согласно которому в КНР отобрано около 100 наиболее важных (ключевых) вузов. Именно они должны готовить элитных специалистов для осуществления национальных проектов развития в экономической и социальной сферах. В начале осуществления проекта (середина 1990-х гг.) 30 ведущих университетов Китая практически не соответствовали международным стандартам научных исследований и подготовки специалистов.
Включение университета в список означает соответствие международным требованиям, HR, техническим стандартам подготовки специалистов.
Название проекта появилось от сокращения 21 век и 100 университетов. В настоящее время в проекте принимают участие около 112 университетов КНР, что составляет около 6 % от общего числа университетов. На вузы, принимающие участие в проекте, приходится 4/5 докторов, 2/3 аспирантов, 1/2 иностранных студентов, 1/3 бакалавров. Кроме того, они готовят студентов по 85 % всех специальностей, контролируют 96 % лабораторий, на них приходится 70 % бюджетных ассигнований.
На первом этапе программы — с 1996 по 2000 год государство выделило для реализации программы около 2,2 млрд.долл.

## Список университетов
1. Аньхойский университет
2. Пекинский университет международных отношений
3. Пекинский университет лесоводства
4. Пекинский технологический институт
5. Пекинский университет путей сообщения
6. Пекинский педагогический университет
7. Пекинский университет аэронавтики и космонавтики
8. Пекинский химико-технологический университет
9. Пекинский университет китайской медицины
10. Пекинский университет почтовой службы и коммуникаций
11. Пекинский технологический университет
12. Главная консерватория КНР
13. Центральный университет Южного Китая
14. Центральный университет экономики и финансов
15. Университет Чанъань
16. Китайский сельскохозяйственный университет
17. Китайский университет фармацевтики
18. Китайский университет геологии
19. Китайский университет горного дела
20. Китайский нефтяной университет
21. Китайский университет политологии и права
22. Чунцинский университет
23. Китайский университет коммуникаций
24. Даляньский университет морского хозяйства
25. Даляньский технологический университет
26. Университет Дунхуа
27. Восточно-китайский педагогический университет
28. Политехнический университет Восточного Китая
29. Четвертый военно-медицинский университет
30. Университет Фудань
31. Фучжоуский университет
32. Гуансийский университет
33. Гуанчжоуский университет традиционной китайской медицины
34. Гуйчжоуский университет
35. Харбинский инженерно-технологический университет
36. Харбинский технологический институт
37. Хэбэйский технологический университет
38. Хэфэйский технологический университет
39. Хэхайский университет
40. Сельскохозяйственный университет Центрального Китая
41. Классический университет Центрального Китая
42. Политехнический университет Центрального Китая
43. Хунаньский классический университет
44. Хунаньский университет
45. Университет Внутренней Монголии
46. Цзяннаньский университет
47. Сельскохозяйственный университет Цзянси
48. Классический университет Цзянси
49. Цзилиньский университет
50. Цзинаньский университет
51. Ланьчжоуский университет
52. Ляонинский университет
53. Университет народностей Китая (ранее известный как Центральный университет национальностей)
54. Наньчанский университет
55. Нанкинский сельскохозяйственный университет
56. Нанкинский классический университет
57. Нанкинский университет
58. Нанкинский университет аэронавтики и космонавтики
59. Нанкинский политехнический университет
60. Нанькайский университет
61. Национальный университет оборонных технологий
62. Электротехнический университет Северного Китая
63. Северо-восточный университет сельского хозяйства
64. Северо-восточный университет лесного хозяйства
65. Северо-восточный классический университет
66. Северо-восточный университет (Шэньян)
67. Северо-западный университет сельского и лесного хозяйства
68. Северо-западный университет Китая
69. Северо-западный политехнический университет
70. Океанический университет Китая
71. Пекинский объединенный медицинский колледж
72. Пекинский университет
73. Народный университет КНР
74. Второй военно-медицинский университет
75. Шаньдунский университет
76. Шанхайский университет иностранных языков
77. Шанхайский университет путей сообщения
78. Шанхайский университет
79. Шанхайский университет экономики и финансов
80. Сычуаньский сельскохозяйственный университет
81. Сычуаньский университет
82. Южно-китайский педагогический университет
83. Южно-китайский технологический университет
84. Юго-восточный университет
85. Юго-западный университет Цзяотун
86. Юго-западный университет экономики и финансов
87. Университет имени Сунь Ятсена
88. Сучжоский университет
89. Тайюаньский технологический университет
90. Тяньцзинский медицинский университет
91. Тяньцзиньский университет
92. Университет статистики
93. Университет Цинхуа
94. Китайский университет электроники
95. Университет мировой экономики и бизнеса
96. Пекинский университет науки и техники
97. Китайский университет науки и техники
98. Уханьский университет
99. Уханьский технологический университет
100. Сямыньский университет
101. Сианьский университет путей сообщения
102. Университет Сидянь
103. Синьцзянский университет
104. Синьцзянский медицинский университет
105. Яньбяньский университет
106. Юньнаньский университет
107. Чжэцзянский университет
108. Чжэнчжоуский университет
109. Чжуннаньский университет экономики и права